# 霍恩施泰因 (奥地利)
霍恩施泰因是奥地利布尔根兰州艾森斯塔特城郊县的一个市镇。总面积37.04平方公里，总人口2914人，人口密度79人/平方公里（2016年）。